# Gabriel Busanello
Gabriel Dal Toé Busanello, mais conhecido como Gabriel Busanello ou simplesmente Busanello (Frederico Westphalen, 29 de outubro de 1998), é um futebolista brasileiro que atua como lateral-esquerdo. Atualmente joga pelo Malmö.

## Carreira

### União Frederiquense
Nascido e criado no bairro de Castelinho, em Frederico Westphalen, Rio Grande do Sul, Gabriel Busanello deu seus primeiros passos no futebol no Grêmio Esportivo Castelinho, time do distrito de mesmo nome, com incentivo dos seus pais e do seu avô, que leva o nome do estádio do clube.
Após despontar nas escolinhas de futebol do clube, Gabriel Busanello foi revelado pela União Frederiquense em 2015, onde foi um dos grandes destaques do time campeão da Copa Valmir Louruz de 2015, comandado por Marcelo Caranhato.
Busanello começou a ser monitorado por diversos olheiros de vários times durante os jogos da Divisão de Acesso de 2016. Pelo União Frederiquense, fez 28 jogos e marcou nenhum gol.

### Chapecoense
O talento de Busanello demonstrado no União Frederiquense despertou o interesse de alguns clubes brasileiros, entre eles o Fluminense, o Figueirense, o Atlético Paranaense e o Palmeiras. Mas foi com a Chapecoense que o jovem acertou o seu destino em 2016, inicialmente relacionado ao time sub-20. Foi promovido no início de 2017, durante a campanha do time no Campeonato Catarinense pelo técnico Vagner Mancini.
Fez sua estreia pela Chape em 9 de fevereiro, entrando como titular em uma derrota por 2–0 fora de casa para o Cruzeiro, pela Primeira Liga de 2017, sendo essa a sua única partida na sua primeira passagem pelo clube catarinense.

### Retorno ao União Frederiquense
Em 16 de janeiro de 2019, foi anunciado o retorno de Busanello ao União Frederiquense por empréstimo. Seu retorno oficial aconteceu em 20 de fevereiro, quando sua equipe foi derrotada por 1–0 fora de casa para o Passo Fundo, pela Divisão de Acesso de 2019.[carece de fontes?] Em 14 de março, fez seu primeiro gol na sua carreira em uma vitória fora de casa sobre o Tupi-RS por 2–1.
Na sua segunda passagem pelo União Frederiquense, Gabriel Busanello fez 12 partidas e marcou apenas um gol, além da sua equipe ser eliminada na primeira fase da Divisão de Acesso de 2019.

### Hercílio Luz
Em 2 de maio de 2019, Gabriel Busanello foi emprestado ao Hercílio Luz para a disputa da Série D de 2019.

### Pelotas
Em 15 de julho de 2019, foi anunciado o empréstimo de Gabriel Busanello ao Pelotas. Sua estreia pelo clube aconteceu em 17 de agosto, quando sua equipe venceu fora de casa o 12 Horas por 3–0, pela Copa FGF de 2019.[carece de fontes?] Seu primeiro gol pela equipe gaúcha aconteceu em 23 de outubro, marcando o último gol de uma vitória por 4–0 sobre o Cruz Alta.
Pelo clube, participou de 16 partidas e marcou um gol. Deixou o Pelotas participando da equipe campeã da Copa FGF de 2019, onde foi titular na maioria do jogos, e da Recopa Gaúcha de 2020.

### Retorno à Chapecoense
Em 8 de maio de 2020, Gabriel Busanello retornou à Chapecoense. Em 6 de setembro, fez seu retorno entrando como substituto em uma vitória em casa por 1–0 sobre o Avaí, pela Série B de 2020. Em 18 de setembro, marcou seu primeiro gol pela Chapecoense em um empate fora de casa por 1–1 contra o Náutico, marcando o único gol da equipe catarinense.
Após o caso de COVID-19 de Alan Ruschel, ele foi titular em diversas ocasiões e ganhou a confiança da comissão técnica com sua evolução. Além do sucesso dentro de campo, fez a Chapecoense antecipar as conversas para renovação, e um acordo foi selado em 11 de novembro de 2020, com o novo vínculo indo até dezembro de 2022. Além de ampliar o contrato, que antes ia até setembro de 2021, a Chapecoense estipulou uma multa rescisória no valor de R$ 40 milhões. A intenção é evitar perder o jogador sem uma recompensa financeira, sobretudo em um momento decisivo.

### Dnipro-1

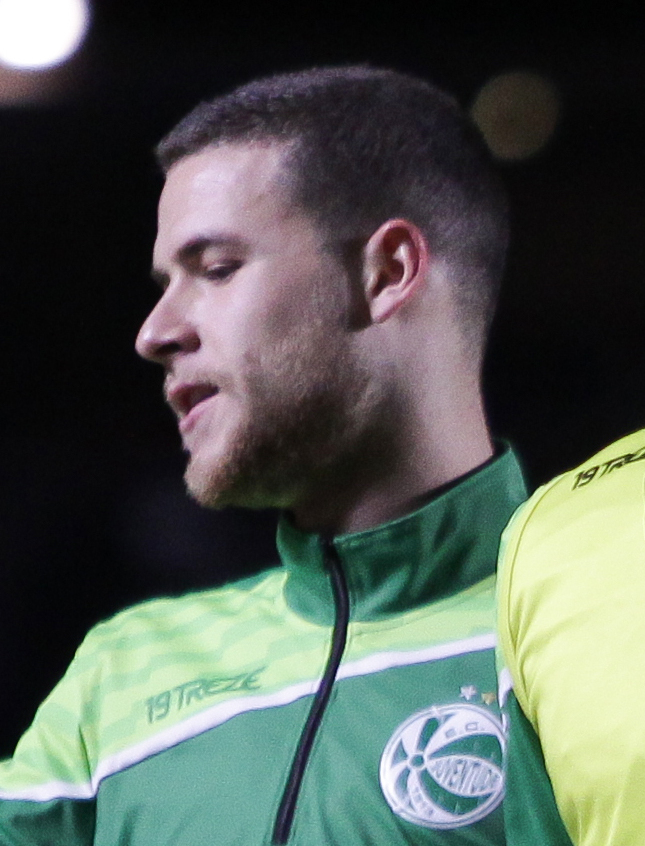
Busanello atuando pelo em 2022

No dia 9 de fevereiro de 2022, Gabriel Busanello teve seu empréstimo ao Dnipro-1 oficializado pela Chapecoense, por um contrato válido até o final da temporada.
Porém, Busanello não disputou nenhuma partida devido ao cancelamento do Campeonato Ucraniano de 2021–22 por conta da Invasão da Ucrânia pela Rússia. A cidade de Dnipro, sede da equipe, fica próxima à região de Donetsk, um dos epicentros da invasão russa ao território ucraniano. Dias depois, o jogador conseguiu retornar ao Brasil e teve seu contrato suspenso.

### Juventude
Em 19 de março de 2022, foi oficializada a contratação de Gabriel Busanello pelo Juventude, por um contrato de empréstimo até o dia 30 de junho do mesmo ano. Fez sua estreia pelo clube em 11 de abril, entrando como titular em um empate em casa por 2 a 2 com o Red Bull Bragantino, pelo Campeonato Brasileiro de 2022.
Após um bom início, o jogador perdeu espaço e se tornou a terceira alternativa para a lateral-esquerda na equipe.

### Retorno ao Dnipro-1
Em 1 de julho de 2022, foi oficializada a liberação do contrato de empréstimo de Gabriel Busanello pelo Juventude e retornou ao Dnipro-1.
O Campeonato Ucraniano iniciou em agosto, em meio à guerra e sem a presença de público. Busanello fez 14 jogos pelo Dnipro-1, somando a liga nacional, Liga Europa e Liga Conferência. Ele deu cinco assistências para gol e chamou atenção de outros clubes. Os ucranianos, que não pagaram pelo empréstimo, não exerceram a opção de compra. Assim, Busanello retornou para a Chapecoense.

### Malmö

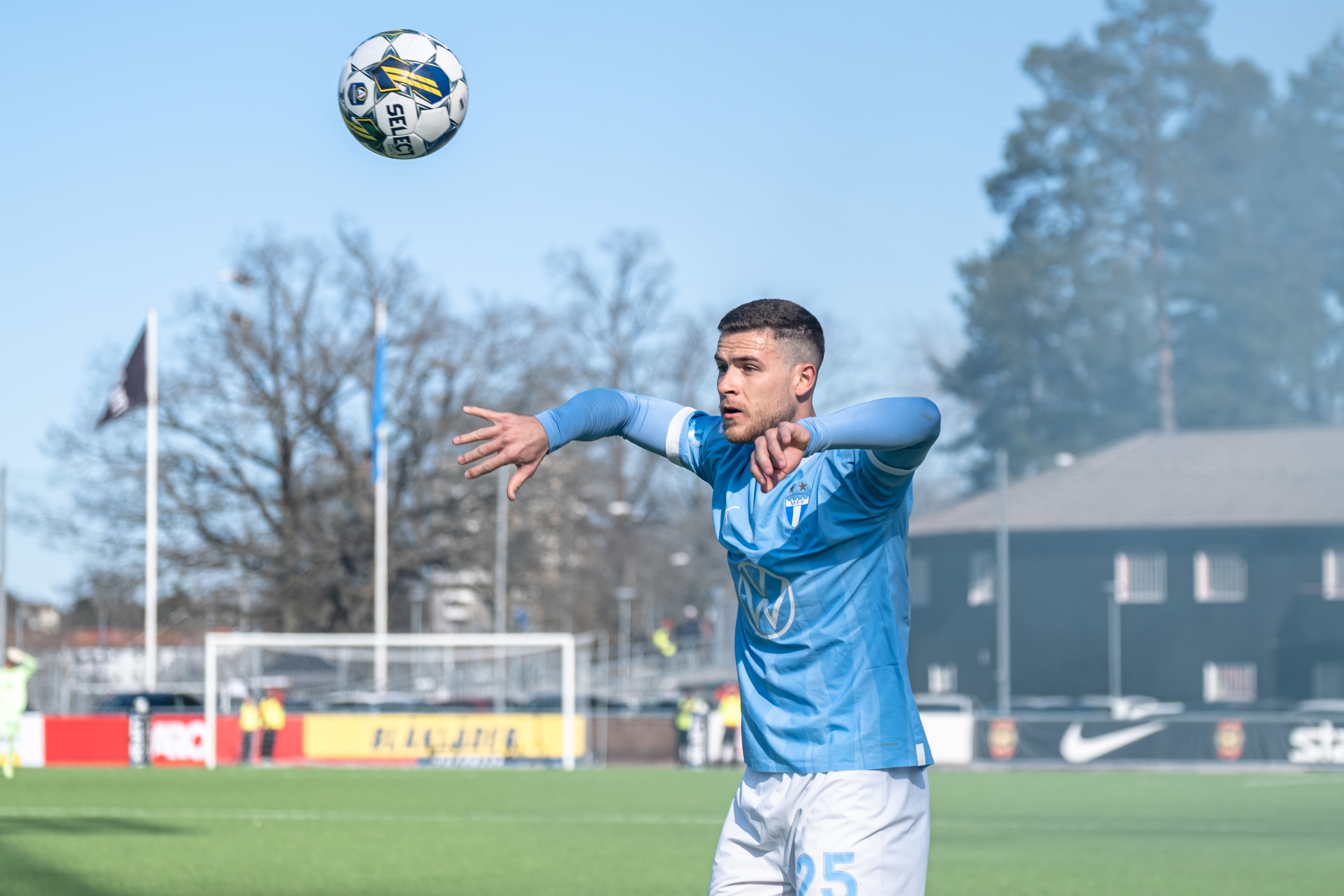
Busanello atuando pelo Malmö em 2023

No dia 19 de janeiro de 2023, foi anunciada a contratação de Gabriel Busanello pelo Malmö, assinando um contrato até o ano de 2026. Logo na sua primeira temporada pelo Malmö, viveu uma grande fase, vencendo o Campeonato Sueco do mesmo ano e foi eleito o melhor lateral-esquerdo da competição.

## Estilo de jogo
Gabriel Busanello é lateral-esquerdo de origem, desponta pela força física, pelo chute potente e a facilidade de chegar ao ataque. Se destaca como um cobrador de falta, tendo marcado maioria de seus gols nas cobranças. Também pode jogar mais avançado, como um meia-esquerda, em um esquema de 3-4-3 com os laterais avançados no meio-campo.

## Estatísticas
Atualizado até 12 de dezembro de 2024.

### Clubes
| Equipe              | Temporada         | Campeonato nacional | Campeonato nacional | Campeonato nacional | Copa nacional[a] | Copa nacional[a] | Copa nacional[a] | Competições continentais[b] | Competições continentais[b] | Competições continentais[b] | Outros torneios[c] | Outros torneios[c] | Outros torneios[c] | Total | Total | Total   |
| Equipe              | Temporada         | Jogos               | Gols                | Assist.             | Jogos            | Gols             | Assist.          | Jogos                       | Gols                        | Assist.                     | Jogos              | Gols               | Assist.            | Jogos | Gols  | Assist. |
| ------------------- | ----------------- | ------------------- | ------------------- | ------------------- | ---------------- | ---------------- | ---------------- | --------------------------- | --------------------------- | --------------------------- | ------------------ | ------------------ | ------------------ | ----- | ----- | ------- |
| União Frederiquense | 2015              | —                   | —                   | —                   | —                | —                | —                | —                           | —                           | —                           | 6                  | 0                  | 0                  | 6     | 0     | 0       |
| União Frederiquense | 2016              | —                   | —                   | —                   | —                | —                | —                | —                           | —                           | —                           | 22                 | 0                  | 0                  | 22    | 0     | 0       |
| União Frederiquense | 2019              | —                   | —                   | —                   | —                | —                | —                | —                           | —                           | —                           | 12                 | 1                  | 0                  | 12    | 1     | 0       |
| União Frederiquense | Total             | 0                   | 0                   | 0                   | 0                | 0                | 0                | 0                           | 0                           | 0                           | 40                 | 1                  | 0                  | 40    | 1     | 0       |
| Chapecoense         | 2017              | 0                   | 0                   | 0                   | 0                | 0                | 0                | 0                           | 0                           | 0                           | 1                  | 0                  | 0                  | 1     | 0     | 0       |
| Chapecoense         | 2020              | 16                  | 2                   | 1                   | —                | —                | —                | —                           | —                           | —                           | —                  | —                  | —                  | 16    | 2     | 1       |
| Chapecoense         | 2021              | 30                  | 1                   | 2                   | 2                | 0                | 1                | —                           | —                           | —                           | 16                 | 1                  | 1                  | 48    | 2     | 4       |
| Chapecoense         | 2022              | —                   | —                   | —                   | —                | —                | —                | —                           | —                           | —                           | 4                  | 0                  | 0                  | 4     | 0     | 0       |
| Chapecoense         | Total             | 46                  | 3                   | 3                   | 2                | 0                | 1                | 0                           | 0                           | 0                           | 21                 | 1                  | 1                  | 69    | 4     | 5       |
| Hercílio Luz        | 2019              | 0                   | 0                   | 0                   | —                | —                | —                | —                           | —                           | —                           | —                  | —                  | —                  | 0     | 0     | 0       |
| Hercílio Luz        | Total             | 0                   | 0                   | 0                   | 0                | 0                | 0                | 0                           | 0                           | 0                           | 0                  | 0                  | 0                  | 0     | 0     | 0       |
| Pelotas             | 2019              | —                   | —                   | —                   | —                | —                | —                | —                           | —                           | —                           | 14                 | 1                  | 0                  | 14    | 1     | 0       |
| Pelotas             | 2020              | —                   | —                   | —                   | —                | —                | —                | —                           | —                           | —                           | 2                  | 0                  | 0                  | 2     | 0     | 0       |
| Pelotas             | Total             | 0                   | 0                   | 0                   | 0                | 0                | 0                | 0                           | 0                           | 0                           | 16                 | 1                  | 0                  | 16    | 1     | 0       |
| Juventude           | 2022              | 4                   | 0                   | 2                   | 1                | 0                | 0                | —                           | —                           | —                           | —                  | —                  | —                  | 5     | 0     | 2       |
| Juventude           | Total             | 4                   | 0                   | 2                   | 1                | 0                | 0                | 0                           | 0                           | 0                           | 0                  | 0                  | 0                  | 5     | 0     | 2       |
| Dnipro-1            | 2022–23           | 7                   | 0                   | 3                   | —                | —                | —                | 7                           | 0                           | 2                           | —                  | —                  | —                  | 14    | 0     | 5       |
| Dnipro-1            | Total             | 7                   | 0                   | 3                   | 0                | 0                | 0                | 7                           | 0                           | 2                           | 0                  | 0                  | 0                  | 14    | 0     | 5       |
| Malmö               | 2023              | 26                  | 1                   | 6                   | —                | —                | —                | —                           | —                           | —                           | —                  | —                  | —                  | 26    | 1     | 6       |
| Malmö               | 2024              | 26                  | 1                   | 6                   | 3                | 0                | 2                | 7                           | 0                           | 2                           | —                  | —                  | —                  | 36    | 1     | 10      |
| Malmö               | Total             | 52                  | 2                   | 12                  | 3                | 0                | 2                | 7                           | 0                           | 2                           | 0                  | 0                  | 0                  | 62    | 2     | 16      |
| Total na carreira   | Total na carreira | 109                 | 5                   | 20                  | 6                | 0                | 3                | 14                          | 0                           | 4                           | 77                 | 3                  | 1                  | 206   | 8     | 28      |

- a. ^ Jogos da Copa do Brasil
- b. ^ Jogos da Copa Libertadores da América, Liga Europa da UEFA, Liga Conferência Europa da UEFA e Liga dos Campeões da UEFA
- c. ^ Jogos do Campeonato da Região Serrana, Campeonato Gaúcho - Série A2, Campeonato Catarinense, Copa FGF e Campeonato Gaúcho

## Títulos
União Frederiquense
- Campeonato da Região Serrana: 2015

Chapecoense
- Campeonato Catarinense: 2017 e 2020
- Campeonato Brasileiro - Série B: 2020

Pelotas
- Copa FGF: 2019
- Recopa Gaúcha: 2020

Malmö
- Campeonato Sueco: 2023[41] e 2024
- Copa da Suécia: 2023–24